# Copa CONMEBOL
Copa CONMEBOL – piłkarskie rozgrywki klubowe w Ameryce Południowej, rozgrywane w latach 1992–1999.

## Opis
Puchar miał być odpowiednikiem europejskiego Pucharu UEFA. W turnieju brały udział z każdego kraju te drużyny, którym nie udało się zakwalifikować do Copa Libertadores. Pod koniec turniej nie był już brany zbyt poważnie, a wiele zespołów wystawiało rezerwowe składy, szczególnie w pierwszych rundach. W ramach reformy Copa Libertadores, który miał być rozszerzony do 32 drużyn, rozgrywanie Pucharu CONMEBOL miało być zakończone w roku 2000. W 1999 roku rozegrana została ostatnia edycja. Następcami Copa CONMEBOL i rozgrywanego równolegle Supercopa Sudamericana stały się turnieje Copa Mercosur oraz konkurencyjny do niego Copa Merconorte, wkrótce połączone w jeden puchar – Copa Sudamericana, który obecnie, tak jak w Europie Liga Europy UEFA pełni rolę drugiego pod względem ważności turnieju klubowego w Ameryce Południowej.

## Zdobywcy Copa CONMEBOL
- 1992 – Clube Atlético Mineiro
- 1993 – Botafogo FR
- 1994 – São Paulo FC
- 1995 – Rosario Central
- 1996 – CA Lanús
- 1997 – Clube Atlético Mineiro
- 1998 – Santos FC
- 1999 – Talleres Córdoba

## Finaliści Copa CONMEBOL
- 1992  Clube Atlético Mineiro 2−0 i 0−1  Club Olimpia
- 1993  CA Peñarol 1−1 i 2−2 (karne 1−3)  Botafogo FR
- 1994  São Paulo FC 6−1 i 0−3  CA Peñarol
- 1995  Clube Atlético Mineiro 4−0 i 0−4 (karne 3−4)  Rosario Central
- 1996  CA Lanús 2−0 i 0−1  Independiente Santa Fe
- 1997  CA Lanús 1−4 i 1−1  Clube Atlético Mineiro
- 1998  Santos FC 1−0 i 0−0  Rosario Central
- 1999  Centro Sportivo Alagoano 4−2 i 0−3  Talleres Córdoba

## Kluby – zdobywcy pucharu
| Liczba | Klub                   |
| ------ | ---------------------- |
| 2      | Clube Atlético Mineiro |
| 1      | Botafogo FR            |
| 1      | CA Lanús               |
| 1      | Rosario Central        |
| 1      | Santos FC              |
| 1      | São Paulo FC           |
| 1      | Talleres Córdoba       |

## Zdobywcy pucharu według krajów
| Liczba | Klub      |
| ------ | --------- |
| 5      | Brazylia  |
| 3      | Argentyna |